# Neuseeländische Cricket-Nationalmannschaft in Australien in der Saison 2019/20
Die Tour der neuseeländischen Cricket-Nationalmannschaft nach Australien in der Saison 2019/20 fand vom 12. Dezember 2019 bis zum 7. Januar 2020 sowie am 13. März 2020 statt. Die internationale Cricket-Tour war Bestandteil der Internationalen Cricket-Saison 2019/20 und umfasste drei Tests und drei ODIs. Die Test-Serie war Bestandteil der ICC World Test Championship 2019–2021. Australien gewann die Test-Serie 3–0 und die ODI-Serie 1–0, als die letzten beiden ODIs auf Grund der COVID-19-Pandemie nicht mehr ausgetragen wurden.

## Vorgeschichte
Australien spielte zuvor eine Tour gegen Pakistan, Neuseeland eine Tour gegen England. Das letzte Aufeinandertreffen der beiden Mannschaften bei einer Tour fand in der Saison 2016/17 in Neuseeland statt.
Die Zweiteilung der Tour erfolgte, da Indien auf gemachten Versprechungen bezüglich einer ODI-Serie bestand, die es nicht erlaubten die ODI-Serie gegen Neuseeland im Januar zu bestreiten.

## Stadien
Die folgenden Stadien wurden für die Tour als Austragungsort vorgesehen und am 7. Mai 2019 bekanntgegeben.
| Stadion                  | Stadt     | Kapazität | Spiele               |
| ------------------------ | --------- | --------- | -------------------- |
| Bellerive Oval           | Hobart    | 20.000    | 3. ODI               |
| Melbourne Cricket Ground | Melbourne | 100.024   | 2. Test              |
| Perth Stadium            | Perth     | 60.000    | 1. Test              |
| Sydney Cricket Ground    | Sydney    | 48.000    | 3. Test; 1. & 2. ODI |

## Kaderlisten
Neuseeland benannte seinen Test-Kader am 14. November 2019.
| Test | Test | ODI | ODI |
| Australien | Neuseeland | Australien | Neuseeland |
| --- | --- | --- | --- |
| - Tim Paine (K, wk) - Pat Cummins (VK) - Travis Head (VK) - Joe Burns - Josh Hazlewood - Marnus Labuschagne - Nathan Lyon - Michael Neser - James Pattinson - Peter Siddle - Steve Smith - Mitchell Starc - Mitchell Swepson - Matthew Wade - David Warner | - Kane Williamson (K) - Tom Latham (VK) - Todd Astle - Tom Blundell - Trent Boult - Colin de Grandhomme - Lockie Ferguson - Matt Henry - Kyle Jamieson - Henry Nicholls - Glenn Phillips - Jeet Raval - Mitchell Santner - William Somerville - Tim Southee - Ross Taylor - Neil Wagner - BJ Watling (wk) | - Aaron Finch (K) - Alex Carey (VK, wk) - Pat Cummins (VK) - Sean Abbott - Ashton Agar - Josh Hazlewood - Marnus Labuschagne - Mitchell Marsh - Kane Richardson - Steve Smith - D'Arcy Short - Mitchell Starc - Matthew Wade - David Warner - Adam Zampa | - Kane Williamson (K) - Tom Latham (VK, wk) - Tom Blundell - Trent Boult - Colin de Grandhomme - Lockie Ferguson - Martin Guptill - Matt Henry - Kyle Jamieson - James Neesham - Henry Nicholls - Mitchell Santner - Ish Sodhi - Tim Southee - Ross Taylor |

## Tests

### Erster Test in Perth
| 12. – 15. Dezember Scorecard | Perth | Australien 416 (146.2) & 217-9d (69.1) | – | Neuseeland 166 (55.2) & 171 (65.3) |
|                              |       | Australien gewinnt mit 296 Runs        |   |                                    |

### Zweiter Test in Melbourne
| 26. – 29. Dezember Scorecard | Melbourne | Australien 467 (155.1) & 168-5d (54.2) | – | Neuseeland 148 (54.5) & 240 (71) |
|                              |           | Australien gewinnt mit 248 Runs        |   |                                  |

### Dritter Test in Sydney
| 3. – 6. Januar Scorecard | Sydney | Australien 454 (150.1) & 217-2d (52) | – | Neuseeland 256 (95.4) & 136 (47.5) |
|                          |        | Australien gewinnt mit 279 Runs      |   |                                    |

## One-Day Internationals

### Erstes ODI in Sydney
| 13. März Scorecard | Sydney | Australien 258-7 (50)          | – | Neuseeland 187 (41) |
|                    |        | Australien gewinnt mit 71 Runs |   |                     |

Nach dem Spiel, das auf Grund der COVID-19-Pandemie ohne Zuschauer ausgetragen wurde, wurden die verbliebenen Spiele abgesagt, und die neuseeländische Mannschaft reiste mit sofortiger Wirkung ab.

### Zweites ODI in Sydney
| 15. März Scorecard | Sydney | Australien | – | Neuseeland |
|                    |        | Abgesagt   |   |            |

### Drittes ODI in Hobart
| 20. März Scorecard | Hobart | Australien | – | Neuseeland |
|                    |        | Abgesagt   |   |            |